# José Guadalupe Osuna Millán
José Guadalupe Osuna Millán, né le 15 décembre 1955 à Concordia, Sinaloa, est un homme politique mexicain, gouverneur de l'État de Basse-Californie de 2007 à 2013,.